# Lista sieci handlowych w Polsce
Niepełny wykaz sieci handlowych w Polsce.

## Główne sieci handlowe
| Sieć handlowa      | Rodzaj            | Liczba sklepów | Siedziba | Uwagi                                           |
| ------------------ | ----------------- | -------------- | -------- | ----------------------------------------------- |
| Euro Sklep         | Convenience store | 449            | Polska   | Brak marketów w niektórych regionach.           |
| Pokusa             | Convenience store | 178            | Polska   | Brak marketów w niektórych regionach.           |
| Avita              | Convenience store | 67             | Polska   | Brak marketów w niektórych regionach.           |
| Topaz              | Supermarket       | 116+           | Polska   | Brak marketów w niektórych regionach.           |
| Wizan              | Convenience store | 63             | Polska   | Markets are in only 1 region.                   |
| Biedronka          | Supermarket       | 3500+          | Polska   | Należy do portugalskiej grupy Jerónimo Martins. |
| Żabka              | Convenience store | 10412          | Polska   |                                                 |
| Lewiatan           | Convenience store | 3200+          | Polska   |                                                 |
| Społem             | Convenience store | 2400           | Polska   |                                                 |
| Groszek            | Convenience store | 2194           | Polska   |                                                 |
| Rabat Detal        | Convenience store | 2000+          | Polska   |                                                 |
| Lidl               | Supermarket       | 800+           | Niemcy   |                                                 |
| Top Market         | Convenience store | 371            | Polska   | Brak marketów w niektórych regionach.           |
| Stokrotka          | Supermarket       | 1000+          | Polska   |                                                 |
| Netto              | Supermarket       | 662            | Dania    |                                                 |
| Polomarket         | Supermarket       | 283            | Polska   | Brak marketów w niektórych regionach.           |
| Aldi               | Supermarket       | 322            | Niemcy   |                                                 |
| SPAR               | Supermarket       | 388            | Holandia |                                                 |
| SPAR Express       | Convenience store | 44             | Holandia |                                                 |
| ABC                | Convenience store | 7302           | Polska   |                                                 |
| Rosa               | Convenience store | 130+           | Polska   | Markety tylko w 2 regionach.                    |
| Dino               | Supermarket       | 2406           | Polska   |                                                 |
| Livio              | Convenience store | 3000           | Polska   | Brak marketów w niektórych regionach.           |
| Odido              | Convenience store | 2500+          | Polska   |                                                 |
| Minuta8            | Convenience store | 95             | Polska   | Brak marketów w niektórych regionach.           |
| Intermarché        | Supermarket       | 199            | Francja  | Brak marketów w niektórych regionach.           |
| Arhelan            | Supermarket       | 101            | Polska   | Brak marketów w niektórych regionach.           |
| Chata Polska       | Supermarket       | 302            | Polska   | Brak marketów w niektórych regionach.           |
| Chorten            | Convenience store | 2036           | Polska   |                                                 |
| Frac               | Supermarket       | 28             | Polska   | Brak marketów w niektórych regionach.           |
| Auchan Supermarket | Supermarket       | 53             | Francja  | Brak marketów w niektórych regionach.           |
| Moje Auchan        | Convenience store | 9              | Francja  | Brak marketów w niektórych regionach.           |
| Carrefour Market   | Supermarket       | 148            | Francja  |                                                 |
| Carrefour Express  | Convenience store | 422            | Francja  |                                                 |
| Globi              | Convenience store | 153            | Francja  |                                                 |
| Supeco             | Supermarket       | 6              | Francja  |                                                 |

## Hipermarkety
| Sieć handlowa | Rodzaj      | Liczba sklepów | Siedziba | Uwagi                                                 |
| ------------- | ----------- | -------------- | -------- | ----------------------------------------------------- |
| Kaufland      | Hipermarket | 243            | Niemcy   |                                                       |
| Carrefour     | Hipermarket | 95             | Francja  |                                                       |
| E.Leclerc     | Hipermarket | 40             | Francja  |                                                       |
| Auchan        | Hipermarket | 72             | Francja  |                                                       |
| bi1           | Hipermarket | 8              | Francja  | We Francji są to supermarkety i nie ma hipermarketów. |

## Sklepy delikatesowe
| Sieć handlowa      | Rodzaj     | Liczba sklepów | Siedziba | Uwagi                                         |
| ------------------ | ---------- | -------------- | -------- | --------------------------------------------- |
| Piotruś Pan        | Delikatesy | 37             | Polska   | Markety znajdują się tylko w jednym regionie. |
| Five o'clock       | Delikatesy | 23             | Polska   | Specjalizacja kawa i herbata.                 |
| Delikatesy Centrum | Delikatesy | 1341           | Polska   |                                               |

## Hurtownie typu cash and carry
| Sieć handlowa       | Rodzaj         | Liczba sklepów | Siedziba | Uwagi |
| ------------------- | -------------- | -------------- | -------- | ----- |
| Eurocash Cash&Carry | Cash and carry | 150            | Polska   |       |
| Makro               | Cash and carry | 29             | Niemcy   |       |
| Selgros             | Cash and carry | 19             | Niemcy   |       |

## Sieci specjalistyczne

### Elektronika użytkowa
| Sieć handlowa | Rodzaj             | Liczba sklepów | Siedziba        | Uwagi                                                                        |
| ------------- | ------------------ | -------------- | --------------- | ---------------------------------------------------------------------------- |
| Fotojoker     | Fotografia cyfrowa | 46             | Polska          | Reprodukcja fotografii, fotoksiążki, a także aparaty i sprzęt fotograficzny. |
| iSpot         | Elektronika        | 25             | Polska          | Apple Premium Reseller.                                                      |
| Komputronik   | Elektronika        | 376            | Polska          |                                                                              |
| Media Expert  | Elektronika        | 480            | Polska          | część grupy Euronics.                                                        |
| Media Markt   | Elektronika        | 90             | Niemcy          |                                                                              |
| Max Elektro   | Elektronika        | 426            | Polska          |                                                                              |
| Neonet        | Elektronika        | 300            | Polska          |                                                                              |
| Partner       | Elektronika        | 200            | Polska          |                                                                              |
| RTV Euro AGD  | Elektronika        | 286            | Polska          |                                                                              |
| x-kom         | Elektronika        | 27             | Polska          |                                                                              |
| CeX           | Elektronika        | 10             | Wielka Brytania |                                                                              |
| Cortland      | Elektronika        | 14             | Polska          | Sprzedawca Apple Premium Polska                                              |
| AppleFix      | Elektronika        | 4              | Polska          |                                                                              |
| Lantre        | Elektronika        | 3              | Polska          | Autoryzowany dystrybutor Apple                                               |

### Kultura i multimedia
| Sieć handlowa | Rodzaj     | Liczba sklepów           | Siedziba | Uwagi                                             |
| ------------- | ---------- | ------------------------ | -------- | ------------------------------------------------- |
| Empik         | Multimedia | 265                      | Polska   |                                                   |
| Inmedio       | Multimedia | 450                      | Polska   |                                                   |
| Mole Mole     | Księgarnia | 0                        | Polska   | Wszystkie sklepy zostały zamknięte 8 maja 2020 r. |
| Świat Książki | Księgarnia | 110                      | Polska   |                                                   |
| Trafika       | Multimedia | 156                      | Polska   |                                                   |
| Kolporter     | Multimedia | 800 (z górnym dociskiem) | Polska   |                                                   |
| Relay         | Multimedia | 86                       | Polska   |                                                   |

### Meble
| Sieć handlowa   | Rodzaj | Liczba sklepów | Siedziba | Tło / Notatki                  |
| --------------- | ------ | -------------- | -------- | ------------------------------ |
| IKEA            | Meble  | 11             | Szwecja  | Meble do samodzielnego montażu |
| Abra Meble      | Meble  | 100            | Polska   |                                |
| Black Red White | Meble  | 431            | Polska   |                                |
| Bodzio          | Meble  | 320            | Polska   |                                |
| Jysk Nordic     | Meble  | 234            | Dania    |                                |
| Kler            | Meble  | 35             | Polska   |                                |
| VOX             | Meble  | 178            | Polska   |                                |
| Mercus          | Meble  | 6              | Polska   |                                |

### Sieci sklepów z narzędziami
| Sieć handlowa | Rodzaj                         | Liczba sklepów | Siedziba | Uwagi |
| ------------- | ------------------------------ | -------------- | -------- | ----- |
| Komfort       | Wyposażenie i wykończenie domu | 159            | Polska   |       |
| PSB-Mrówka    | Market budowlany               | 318            | Polska   |       |
| Castorama     | Market budowlany               | 80             | Francja  |       |
| Leroy Merlin  | Market budowlany               | 72             | Francja  |       |
| Bricomarché   | Market budowlany               | 170            | Francja  |       |
| OBI           | Market budowlany               | 59             | Niemcy   |       |
| Bricoman      | Market budowlany               | 9              | Francja  |       |
| Buduj24.pl    | Market budowlany               | 1              | Polska   |       |
| Maldrew       | Market budowlany               | 3              | Polska   |       |

### Apteki
| Sieć handlowa   | Rodzaj    | Liczba sklepów | Siedziba | Uwagi                                           |
| --------------- | --------- | -------------- | -------- | ----------------------------------------------- |
| Drogeria Natura | Apteka    | 257            | Polska   |                                                 |
| Blue Stop       | Apteka    | 141            | Polska   |                                                 |
| Douglas         | Kosmetyki | 113            | Niemcy   |                                                 |
| Rossmann        | Apteka    | 1395           | Niemcy   |                                                 |
| Sephora         | Kosmetyki | 93             | Francja  |                                                 |
| Super-Pharm     | Apteka    | 76             | Izrael   |                                                 |
| Laboo           | Apteka    | 670            | Polska   |                                                 |
| Hebe            | Apteka    | 430            | Polska   | Należy do portugalskiej grupy Jerónimo Martins. |
| Refan           | Kosmetyki | 100            | Polska   |                                                 |

## Moda
| Sieć handlowa      | Rodzaj                  | Liczba sklepów | Siedziba główna   | Uwagi                                                                |
| ------------------ | ----------------------- | -------------- | ----------------- | -------------------------------------------------------------------- |
| PARFOIS            | Akcesoria modowe        | 22             | Portugalia        |                                                                      |
| C&A                | Odzież                  | 40             | Belgia/Niemcy     |                                                                      |
| Ryłko              | Buty                    | 146            | Polska            |                                                                      |
| Deep               | Odzież                  | 89             | Niemcy            |                                                                      |
| Esotiq             | Odzież                  | 158            | Niemcy            | bielizna                                                             |
| Peek & Cloppenburg | Odzież                  | 10             | Niemcy            |                                                                      |
| Cubus              | Odzież                  | 51             | Norwegia          |                                                                      |
| Deichmann          | Buty                    | 233            | Niemcy            |                                                                      |
| CCC                | Buty                    | 450            | Polska            |                                                                      |
| Decathlon          | Sprzęt sportowy         | 60             | Francja           |                                                                      |
| 4F                 | Odzież, towary sportowe | 274            | Polska            |                                                                      |
| 5.10.15.           | Odzież dla dzieci       | 220            | Polska            |                                                                      |
| Triumph            | Odzież                  | 35             | Szwajcaria        | bielizna                                                             |
| Adidas             | Odzież, towary sportowe | 9              | Niemcy            |                                                                      |
| Big Star           | Odzież                  | 220            | Polska            |                                                                      |
| Cropp              | Odzież                  | 200            | Polska            |                                                                      |
| Diverse            | Odzież                  | 270            | Polska            |                                                                      |
| Factory Outlet     | Odzież                  | 5              | Hiszpania         |                                                                      |
| House              | Odzież                  | 165            | Polska            |                                                                      |
| H&M                | Odzież                  | 100            | Szwecja           |                                                                      |
| Kappahl            | Odzież                  | 32             | Szwecja           |                                                                      |
| Marks & Spencer    | Odzież                  | 12             | Wielka Brytania   |                                                                      |
| NewYorker          | Odzież                  | 82             | Niemcy            |                                                                      |
| Pepco              | Odzież                  | 1000           | Polska            |                                                                      |
| NKD                | Odzież                  | 15             | Niemcy            |                                                                      |
| Reserved           | Odzież                  | 97             | Polska            |                                                                      |
| Smyk               | Odzież                  | 198            | Polska            | Produkty dla przyszłych matek i ogólnie towary dla dzieci do 14 lat. |
| Tatuum             | Odzież                  | 83             | Polska            |                                                                      |
| Troll              | Odzież                  | 80             | Polska            |                                                                      |
| Vistula            | Odzież                  | 170            | Polska            |                                                                      |
| Wittchen           | Odzież                  | 90             | Polska            |                                                                      |
| Wojas              | Odzież                  | 90             | Polska            |                                                                      |
| Bytom              | Odzież                  | 98             | Polska            |                                                                      |
| Zara               | Odzież                  | 61             | Hiszpania         |                                                                      |
| Bershka            | Odzież                  | 51             | Hiszpania         |                                                                      |
| Camaïeu            | Odzież                  | 42             | Francja           |                                                                      |
| Calzedonia         | Odzież                  | 50             | Włochy            | bielizna, kostiumy kąpielowe itp.                                    |
| Converse           | Odzież                  | 9              | Stany Zjednoczone |                                                                      |
| Esprit             | Odzież                  | 6              | Niemcy            |                                                                      |
| Wólczanka          | Odzież                  | 100            | Polska            |                                                                      |
| Uterqüe            | Odzież                  | 3              | Hiszpania         |                                                                      |
| Gatta              | Odzież                  | 119            | Polska            |                                                                      |
| Gucci              | Odzież                  | 1              | Włochy            |                                                                      |
| Ochnik             | Odzież                  | 117            | Polska            |                                                                      |
| Olsen              | Odzież                  | 16             | Niemcy            |                                                                      |
| Orsay              | Odzież                  | 191            | Polska            |                                                                      |
| Promod             | Odzież                  | 85             | Francja           |                                                                      |
| Quiosque           | Odzież                  | 136            | Polska            |                                                                      |
| River Island       | Odzież                  | 1              | Wielka Brytania   |                                                                      |
| Solar              | Odzież                  | 149            | Polska            |                                                                      |
| Stradivalius       | Odzież                  | 69             | Hiszpania         |                                                                      |
| Dawid Mistera      | Odzież                  | 44             | Stany Zjednoczone |                                                                      |
| Vertus             | Odzież                  | 147            | Polska            |                                                                      |
| Louis Vuitton      | Odzież                  | 1              | Francja           |                                                                      |
| Vans               | Odzież                  | 15+            | Stany Zjednoczone |                                                                      |